# Osburger Hunsrück

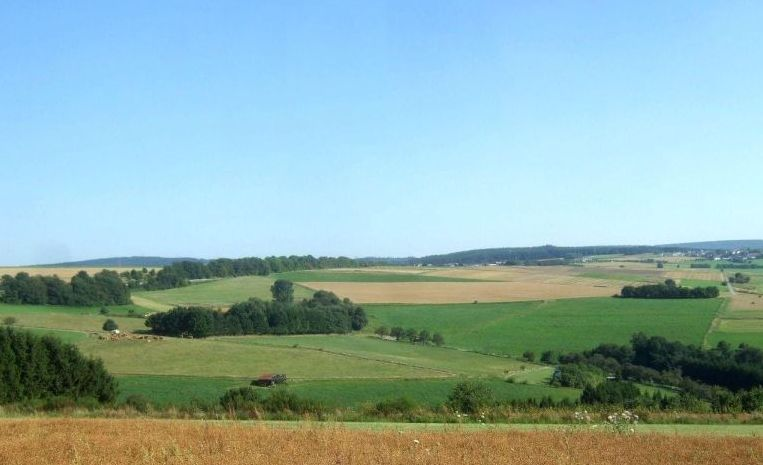
Osburger Hunsrück bei Thomm und Osburg

Der Osburger Hunsrück mit einer Größe von 62 Quadratkilometern ist eine naturräumliche Einheit in Rheinland-Pfalz und liegt auf etwa 430 bis 500 Meter über NN.
Er liegt nördlich des Osburger Hochwaldes, der eine Größe von 75 Quadratkilometern hat, westlich der Hermeskeiler Mulde (156 km²), südlich der Leiwener Moselrandhöhen (42 km²) und östlich des Ruwerengtales (40 km²).
Die nächstgelegenen Städte sind Trier, Schweich und Hermeskeil.
Fließgewässer im Osburger Hunsrück sind die Riveris, die mit dem Thielenbach zur Riveristalsperre aufgestaut wird, und der Feller Bach mit ihren Nebenbächen.
Das Gebiet erstreckt sich ganz oder teilweise über die Gemarkungen Osburg, Farschweiler, Lorscheid, Herl, Thomm, Waldrach, Bescheid, Naurath, Mehring, Riol, Fell, Riveris, Morscheid, Sommerau, Bonerath, Holzerath und Schöndorf sowie kleinere Gebietsteile von Büdlich, Detzem und Hinzenburg.
Außerhalb der bebauten Ortslagen befinden sich überwiegend Ackerbau- und Weideflächen sowie in den unteren Flusstälern auch Weinbau- und Streuobstflächen.
Die höchsten Erhebungen sind:
- Steinanwand 	(473,4 m)
- Hubertsberg 	(453,9 m)
- Biedelt 	(425,9 m)
- Knappacht 	(424,8 m)
- Burgkopf 	(371,1 m)